# Styling-Puder

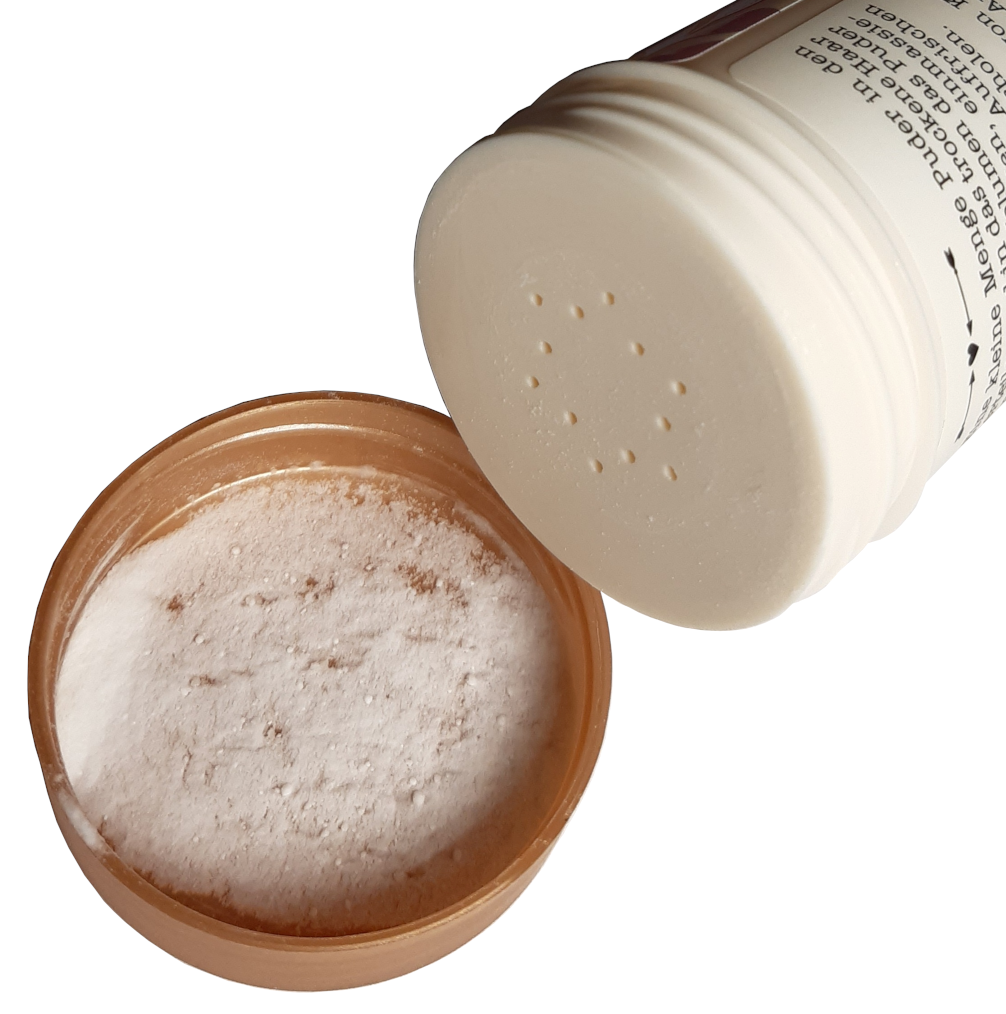
Styling-Puder sorgt für Fülle im Haar.

Styling-Puder (auch: Volumen-Puder oder Haarpuder) ist ein Stylingprodukt für die Haare, das für mehr Fülle im Haar sorgt.

## Anwendung
Das Styling-Puder liegt in einer Streudose vor. Somit kann etwas Puder auf die Handfläche gestreut werden. Das Puder wird verrieben und im trockenen Haar verteilt. Alternativ lässt sich das Puder auch direkt auf den Haaransatz streuen und mit den Fingerspitzen einmassieren.

## Inhaltsstoffe
Styling-Puder besteht aus Wasser, Silikaten und Stärke. Außerdem können Alkohol und Duftstoffe enthalten sein.

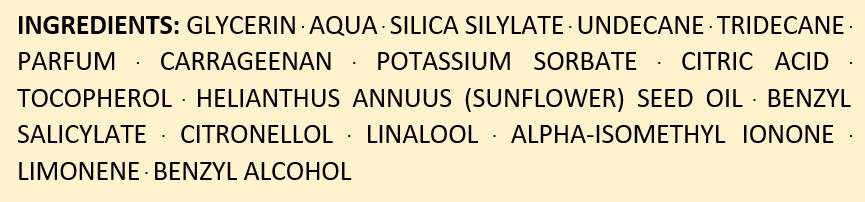
INCI-konforme Angaben der Inhaltsstoffe eines Styling-Puders.

## Wirkungsweise
Mikropartikel plustern das Haar auf, geben dem aufgestellten Haar Halt und absorbieren Fett.